# كيمبرلي سيمس
كيمبرلي سيمس (بالإنجليزية: Kimberley Simms)‏ هي ممثلة أمريكية، ولدت في 27 يوليو 1963 في توليدو في الولايات المتحدة.

## وصلات خارجية
- كيمبرلي سيمس على موقع IMDb (الإنجليزية)